# Hotel Barceló Managua
El Hotel DoubleTree by Hilton (anteriormente conocido como Hotel Barceló Managua) es un hotel 5 estrellas localizado en la Ciudad de Managua, Nicaragua. El hotel fue inaugurado en 2009, bajo la cadena hotelera Grupo Barceló. Este fue el segundo hotel de la cadena inaugurado en Nicaragua, tras Barceló Montelimar Resort & Casino. En el año 2019 el hotel fue adquirido por la cadena hotelera Hilton y fue renombrado al nombre que tiene hoy en día, DoubleTree by Hilton.

## Características
DoubleTree cuenta también con un Centro de Convenciones y Conferencias compuesto por tres amplios salones con una capacidad de hasta 400 personas, una sala ejecutiva para 10 personas y entre otras instalaciones. El edificio cuenta con 6 niveles, de estilo arquitectónico moderno El hotel fue uno de los únicos cinco hoteles de la cadena Barceló en inaugurar en 2009, situados en El Cairo en Egipto, Saidïa en Marruecos, Ciudad de Guatemala y Los Cabos en México. El hotel fue también el lugar para la presentación oficial de las candidatas a Miss Nicaragua 2010, el 15 de enero de 2010.

## Ubicación
El edificio se encuentra localizado en el Residencial Villa Fontana, en Carretera a Masaya y a cinco minutos del centro comercial Galerías Santo Domingo.